# スパルタク・スタジアム (バブルイスク)
スパルタク・スタジアム（ベラルーシ語: Стадыён «Спартак»）とは、ベラルーシのバブルイスク（ボブルイスク）に位置する多目的競技場である。現在は主にサッカーの試合に使用され、FCベルシナ・バブルイスクと女子チームのバブルイチャンカ・バブルイスクの本拠地となっている。収容人数は3,700人。
1934年4月に開場し、近代的な外観と収容人数の拡大のため、2004年と2006年に建て替えられた。